# Prix d'excellence E.-J.-McGuire
Le prix d'excellence E.-J.-McGuire (en anglais E.J. McGuire Award of Excellence) est un prix remis dans la Ligue nationale de hockey à l'espoir de hockey sur glace qui incarne le mieux l'excellence, le caractère, la compétitivité et les capacités athlétiques.
Ce trophée rend hommage à Edward McGuire (en), un ancien directeur du Bureau central de dépistage de la LNH. Le gagnant est désigné par ce dernier lors du repêchage d'entrée dans la LNH.

## Gagnants du prix d'excellence E.-J.-McGuire
Liste des récipiendaires :
- 2014 – Travis Konecny, repêché par les Flyers de Philadelphie
- 2015 – Neil Doef, non repêché
- 2016 – Nico Hischier, repêché par les Devils du New Jersey
- 2017 – Broncos de Humboldt
- 2018 – Brett Leason (en), repêché par les Capitals de Washington
- 2019 – non décerné
- 2020 – Zayde Wisdom, repêché par les Flyers de Philadelphie
- 2021 – William Eklund, repêché par les Sharks de San José
- 2022 – Lane Hutson, repêché par les Canadiens de Montréal
- 2023 – Connor Bedard, repêché par les Blackhawks de Chicago
- 2024 – Michael Hage, repêché par les Canadiens de Montréal
- 2025 – Michael Misa, repêché par les Canadiens de Montréal